# Rivière Noire (rivière Huron)
Pour les articles homonymes, voir Rivière Noire.
La rivière Noire est un affluent de la rive nord de la rivière Huron (rivière du Chêne). Le courant de cette dernière se déverse dans la rivière du Chêne laquelle se déverse sur la rive sud du fleuve Saint-Laurent.
Ce ruisseau coule dans les municipalités de Notre-Dame-du-Sacré-Cœur-d'Issoudun et Sainte-Croix-de-Lotbinière, dans la municipalité régionale de comté (MRC) de Lotbinière, dans la région administrative du Chaudière-Appalaches, au Québec, au Canada.

## Géographie
Les principaux bassins versants voisins de la rivière Noire sont :
- côté nord : rivière du Petit Saut, fleuve Saint-Laurent ;
- côté est : ruisseau Bois Franc, ruisseau Bourret, rivière Noire (rivière Beaurivage), rivière Rouge (rivière Beaurivage), rivière aux Pins (rivière Beaurivage), rivière Beaurivage ;
- côté sud : ruisseau Bois Franc-Pierreriche, Tête de la Rivière Huron, rivière aux Cèdres, rivière Henri (Leclercville), rivière du Chêne ;
- côté ouest : rivière Huron (rivière du Chêne), rivière du Chêne.

La rivière Noire prend sa source dans Notre-Dame-du-Sacré-Cœur-d'Issoudun. Cette zone est situé à 4,7 km au sud de la rive sud du fleuve Saint-Laurent, à 8,3 km au sud-ouest du centre du village de Saint-Antoine-de-Tilly, à 8,6 km à l'ouest du centre du village de Saint-Apollinaire, à 1,9 km au nord du village de Notre-Dame-du-Sacré-Cœur-d'Issoudun et à 7,9 km au nord du centre du village de Laurier-Station.
À partir de sa source, la rivière Noire coule sur 6,8 km vers le sud-ouest dont 1,4 km (répartis en deux segments) dans Sainte-Croix-de-Lotbinière. Son cours coupe la route 271.
La confluence de la rivière Noire est située au pont de la route Frenette reliant la route du 5e Rang et la route du 6e Rang, dans la municipalité Notre-Dame-du-Sacré-Cœur-d'Issoudun. Cette confluence est située à seulement 140 m de la limite de Saint-Janvier-de-Joly.

## Toponymie
Le toponyme "rivière Noire" a été officialisé le 8 août 1977 à la Commission de toponymie du Québec.